# Euphthiracarus karpellesi
Euphthiracarus karpellesi är en kvalsterart som först beskrevs av Oudemans 1916.  Euphthiracarus karpellesi ingår i släktet Euphthiracarus och familjen Euphthiracaridae. Inga underarter finns listade i Catalogue of Life.